# Mycoplasma cavipharyngis
Mycoplasma cavipharyngis è una specie di batterio appartenente alla famiglia delle Mycoplasmataceae.